# Gian Michele Graf
Gian Michele Graf (14 de julho de 1962) é um físico matemático suíço. É professor do Instituto Federal de Tecnologia de Zurique.
Graf estudou física e matemática no Instituto Federal de Tecnologia de Zurique, onde obteve o diploma supervisionado por Jürg Fröhlich e um doutorado, orientado por Walter Hunziker. Foi depois professor assistente no Instituto de Tecnologia da Califórnia e a partir de 1992 professor assistente de física teórica no Instituto Federal de Tecnologia de Zurique, onde foi em 2001 professor pleno.
Em 1995/1996 esteve no Instituto de Estudos Avançados de Princeton.
Foi palestrante convidado do Congresso Internacional de Matemáticos em Berlim (1998: Stability of Matter in classical and quantized fields).